# Les Sims 4 : À la fac
Les Sims 4 : À la fac (The Sims 4: Discover University) est le huitième pack d'extension du jeu vidéo de simulation de vie Les Sims 4. Il est sorti le 15 novembre 2019 sur Windows et macOS et le 17 décembre 2019 sur PS4 et Xbox One. Les Sims 4 : À la Fac est inspiré des extensions Les Sims 2 : Académie et Les Sims 3 : University et reprend beaucoup d'éléments de celles-ci. Ce nouveau pack d'extension permet aux joueurs et joueuses d'aller à l'université, de suivre des cours, de rejoindre des clubs et de participer à des activités extrascolaires. 

## Description
Dans l'extension Les Sims 4 : À la fac, il est désormais possible pour les joueurs de s'inscrire dans une des deux universités du nouveau monde Britechester. L'université Britechester est la plus ancienne et propose davantage de cours sur les arts et la littérature, tandis que l'Institut de Foxbury est plus moderne et est plus centrée sur des cours dans des matières scientifiques. Une fois inscrits à l'université, les joueurs peuvent choisir d'aller vivre sur le campus, dans un dortoir, ou de rester chez eux. Plus les joueurs travailleront, finiront leurs devoirs, leurs dissertations et leurs présentations et plus ils obtiendront de bonnes notes, ce qui leur permettra ensuite d'accéder à certains métiers avec plusieurs niveaux d'avance dans leur carrière. 

## Nouveautés
- Nouveau monde : Britechester
- Nouvelles carrières : Enseignement, droit et ingénierie
- Nouvelles compétences : Robotique et Recherche et débat
- Nouvelle aspiration : Études universitaires
- Nouvelles tenues
- Nouveaux bijoux, coiffures et accessoires
- Nouveaux objets
- Possibilité d'aller à l'université de Britechester ou à l'Institut Foxbury
- Possibilité de rejoindre des clubs universitaires

## Accueil
Les Sims 4 : À la fac a reçu une note de 81 sur 100 sur le site Metacritic, basée sur 11 avis. 